# Chiến tranh Nga – Nhật
Chiến tranh Nga–Nhật hay Nhật-Nga chiến tranh (tiếng Nhật: 日露戦争 Nichi-Ro Sensō, âm Hán Việt: "Nhật Lộ chiến tranh"; tiếng Nga: Русско-японская война, "Russko-yaponskaya voina"; tiếng Trung: 日俄戰爭 Rì'ézhànzhēng, "Nhật Nga chiến tranh") là một cuộc xung đột quân sự từ ngày 10 tháng 2 năm 1904 đến 5 tháng 9 năm 1905 giữa hai đế quốc đầy tham vọng: Đế quốc Nga và Đế quốc Nhật Bản, để giành quyền kiểm soát vùng lãnh thổ Mãn Châu và Triều Tiên. Đây thường được xem là "cuộc đại chiến đầu tiên của thế kỷ 20". Chiến địa là Nam Mãn Châu thuộc Trung Quốc, tập trung vào khu vực bán đảo Liêu Đông, lưu vực sông Liêu (Liêu Dương, Phụng Thiên), và vùng biển quanh Triều Tiên cùng Nhật Bản như Hoàng Hải và eo biển Đối Mã. Tuy chiến sự trên bộ diễn ra phần lớn trên lãnh thổ Trung Hoa, triều đình Bắc Kinh tuyên bố trung lập phần vì không không đủ lực lượng kiểm soát vùng đất tranh chấp, phần vì e ngại làm phật ý hai đế quốc hùng mạnh đang phân chia cương vực để độc quyền khai thác tài nguyên ở đông bắc Trung Hoa. Các nước Tây phương cũng khuyến cáo Bắc Kinh không nên ủng hộ bên nào vì sự thiên vị của nhà Thanh sẽ gây cớ cho nước khác nhảy vào cuộc chiến, làm tình hình thêm rắc rối.

## Nguyên nhân
Sau cuộc Minh Trị Duy Tân năm 1868, triều đình Nhât Bản theo đuổi con đường học hỏi các học thuật, ý tưởng và tiến bộ công nghệ của phương Tây. Không bao lâu đến cuối thế kỷ 19, Nhật Bản từ một nước bế quan tỏa cảng đã trở thành một quốc gia tiên tiến. Nhật triều không những muốn bảo vệ chủ quyền khi đối diện với Tây phương mà còn muốn sánh vai với các nước Âu Mỹ trên bàn cờ thế giới.
Trong khi đó Đế quốc Nga rộng lớn với nhiều tham vọng ở Đông Á đã đông tiến liên tục từ vùng Trung Á giáp Afghanistan đến tận bán đảo Kamchatka ở miền Viễn Đông vào cuối thập niên 1890. Nga triều đốc thúc việc làm Đường sắt xuyên Sibir đến tận hải cảng Vladivostok để củng cố ảnh hưởng ở Đông Á. Đối với Nhật Bản đó là mối lo vì sợ vùng phên giậu Triều Tiên (và cả Mãn Châu) sẽ bị Nga chiếm đoạt. Nga thì muốn mở một hải cảng bên Thái Bình Dương mà mùa đông không bị đóng băng để phục vụ nhu cầu quân sự lẫn mậu dịch. Vladivostok là hải cảng tốt nhưng chỉ hoạt động được vào mùa ấm; trái lại hải cảng Lữ Thuận mà Nga được quyền sử dụng trên bán đảo Liêu Đông của nhà Thanh thì có thể dùng được quanh năm. Từ khi kết thúc Chiến tranh Thanh-Nhật đến 1903 Sa hoàng và Nhật triều mở nhiều đợt đàm phán muốn phân chia quyền lực ở Đông Á với Nga giữ Lữ Thuận nhưng hai bên không đi đến đồng thuận. Rốt cuộc, Nhật Bản chọn chiến tranh để bảo vệ lãnh thổ vì cho rằng việc bành trướng của Nga ở miền Viễn Đông sẽ đe dọa quyền lợi của Nhật, nhất là ở Triều Tiên mà Nhật vốn coi như thuộc địa của họ. Các nước Âu châu phần lớn ủng hộ Nga tuy về ngoại giao đều tuyên bố trung lập. Vương quốc Anh thì ủng hộ Nhật Bản vì coi Nga là đối thủ đang muốn tràn xuống Ấn Độ.
Khi chiến cuộc nổ ra quân đội Nhật Bản tuy non trẻ đã đánh thắng quân Nga liên tục. Đối với giới quan sát quốc tế, đó quả là sự bất ngờ. Cuộc chiến hoàn toàn thay đổi cán cân quyền lực ở Đông Á, đưa Nhật Bản vào một vị thế mới trên chính trường quốc tế. Nga triều theo Hòa ước Portsmouth phải triệt thoái khỏi Triều Tiên, miền Nam Mãn Châu và còn phải cắt đất trên đảo Sakhalin nhường cho Nhật nên bị công chúng Nga lên án gay gắt vì tội bất tài làm nhục quốc thể cùng phung phí tài nguyên. Đó cũng là động lực lớn dẫn đến cuộc Cách mạng Nga 1905.

### Chiến tranh Thanh-Nhật
Nhật triều coi bán đảo Triều Tiên với giá trị quân sự tối trọng đối với Nhật Bản, ai kiểm soát Triều Tiên cũng sẽ đe dọa nền an ninh quốc gia của Nhật. Điều kiện tối thiểu thì Nhật muốn duy trì Triều Tiên như một nước độc lập trong vòng ảnh hưởng của Nhật. Khi Nhật Bản đánh bại quân nhà Thanh trong Chiến tranh Thanh-Nhật thì Hiệp ước Shimonoseki đã buộc Bắc Kinh phải chấm dứt quan hệ thượng quốc với chư hầu triều cống Triều Tiên, công nhận triều đình nhà Lý Triều Tiên là vương quốc độc lập, lại thêm phải cắt Đài Loan, quần đảo Bành Hồ cùng bán đảo Liêu Đông (Lữ Thuận) giao cho Nhật Bản năm 1895.

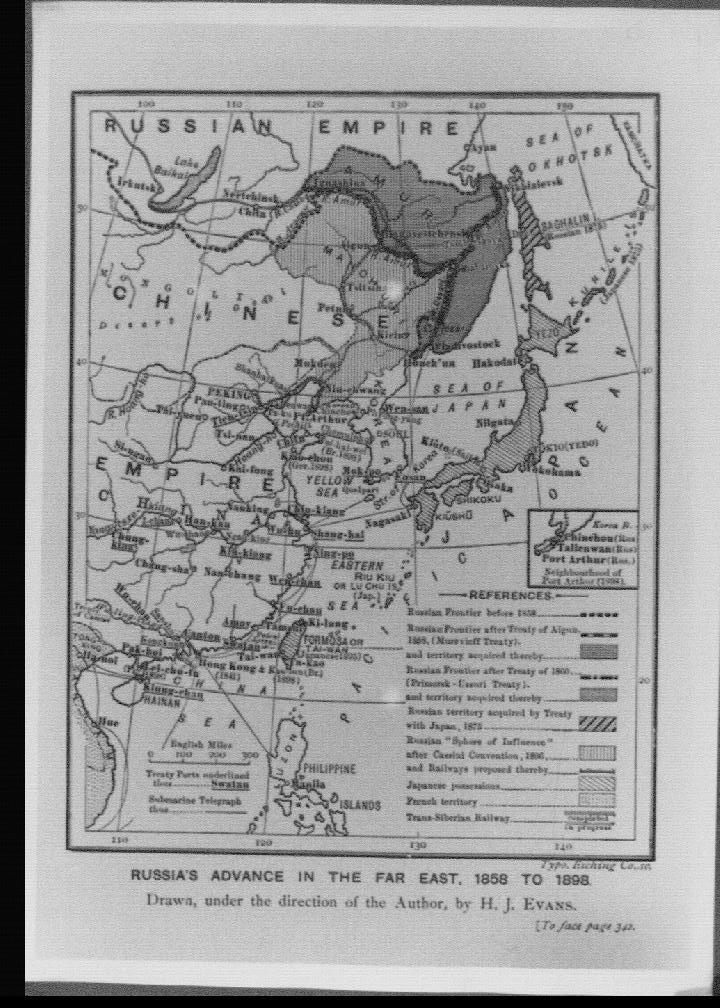
Bản đồ về sự mở rộng của Nga và Nhật Bản ở Viễn Đông. 1899

Tuy đứng ngoài cuộc chiến giữa nhà Thanh và Nhật Bản, Đế quốc Nga lúc bấy giờ nhận thấy nếu để Nhật tiếp thu toàn thể các khu vực trong Điều ước Shimonoseki sẽ làm suy yếu thì nhà Thanh và Nhật sẽ chiếm địa vị cường quốc số một ở Viễn Đông. Bằng cách thuyết phục Đức và Pháp cùng gây áp lực ngoại giao với Nhật triều, cả ba nước Nga-Đức-Pháp đã ép Nhật từ bỏ bán đảo Liêu Đông để nhận một khoản bồi thường binh phí lớn hơn. Nhật miễn cưỡng thuận theo nhưng coi đó là mối hận bị Nga phỗng tay cướp lấy món mồi béo bở vì ngay sau đó, Nga đã điều đình với nhà Thanh để chiếm lấy Lữ Thuận.

### Nga tiến bước
Tháng 12 năm 1897, hạm đội Nga cập bến ở cảng Lữ Thuận. Ba tháng sau, vào đầu năm 1898, Nga triều và nhà Thanh ký hiệp định mở cảng Lữ Thuận cùng vũng Đại Liên cho Nga chiếm đóng và khai thác. Hiệp định này cũng bỏ ngỏ việc cho Nga có quyền muốn khuếch trương căn cứ mai sau nếu hai bên cùng thỏa thuận. Nga thì tự đắc vì không phải lao lực mà vẫn sở hữu cảng Lữ Thuận nước ấm bên bờ Thái Bình Dương với giá trị chiến lược quan trọng. Qua năm sau, để củng cố vị thế, Nga bắt đầu làm đường sắt từ Harbin qua Thẩm Dương (Phụng Thiên) đến Lữ Thuận hoàn tất việc thủy bộ nối nhau để dễ bề vận chuyển. Việc xây đường sắt tuy nhiên bị thần dân nhà Thanh chống đối, nổ ra phong trào Nghĩa Hòa Đoàn. Quân Nghĩa Hòa Đoàn đốt phá các ga ở Thiết Lĩnh và Liêu Dương.
Cùng khi đó Nga cũng tìm đường xâm nhập Triều Tiên. Năm 1898, triều đình Triêu Tiên cấp giấy phép cho người Nga khai mỏ và đẵn gỗ ở lưu vực sông Áp Lục và Đồ Môn (Tumen). Những biến chuyển đó làm Nhật Bản lo ngại.

### Tình hình Trung Hoa và mầm mống can thiệp

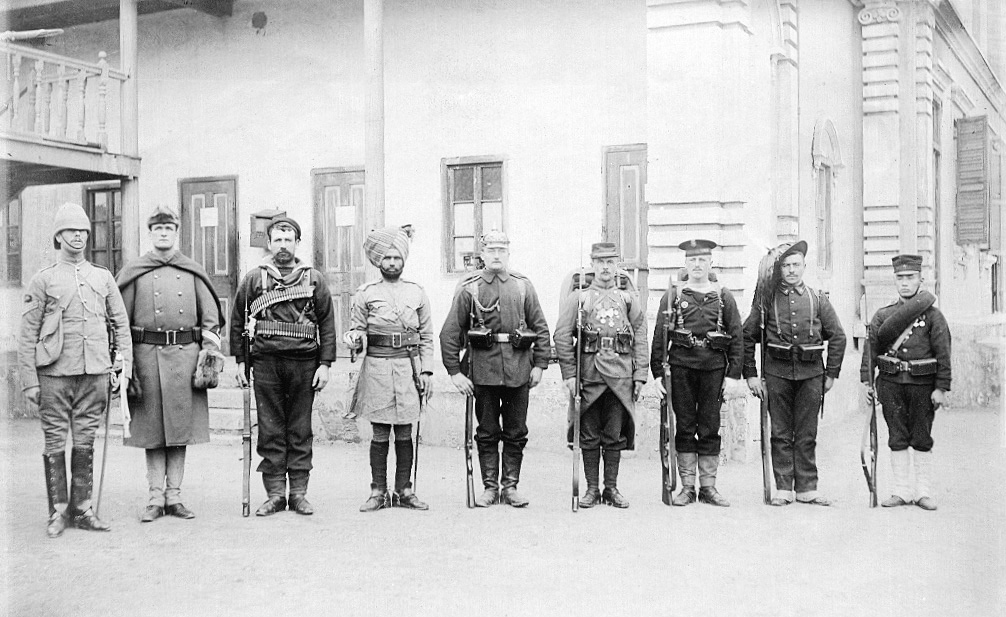
Quân của Liên minh Tám nước năm 1900. Từ trái sang phải: Anh, Hoa Kỳ, Úc, Ấn Độ, Đức, Pháp, Áo-Hungary, Ý, Nhật Bản.

Tình hình Trung Hoa lúc bấy giờ rối ren. Loạn quân Nghĩa Hòa Đoàn ngày càng mạnh, lan từ Sơn Đông đến cả miền Hoa Bắc. Quan quân triều đình nhà Thanh tỏ ra bất lực không sao dẹp được. Loạn quân lại nhắm vào người ngoại quốc mà chém giết, nhất là giáo dân theo đạo Thiên Chúa; họ trương khẩu hiệu "Phù Thanh diệt dương" (chữ Hán: 扶清滅洋) đòi diệt các thế lực Tây phương để củng cố hoàng triều. Thanh triều lúc đầu coi loạn quân là phản tặc, sau vin vào quân Nghĩa Hòa mà ngấm ngầm dung túng để đánh đuổi các nước Tây phương. Năm 1900 các sứ quán Âu Mỹ ở Bắc Kinh bị loạn quân bao vây. Các cường quốc trách cứ nhà Thanh gian trá rồi cả tám nước, trong đó có Nga và Nhật lập đội Bát quốc liên quân kéo từ cửa biển Thiên Tân lên Bắc Kinh để giải vây các sứ quán. Ngoài ra Nga lợi dụng việc này để kéo quân xâm lược Mãn Châu, nhưng cũng trấn an các cường quốc kia rằng quân Nga sẽ rút lui sau khi vãn hồi trật tự. Tuy vậy mãi đến năm 1903, tức hơn ba năm sau vụ giải cứu Bắc Kinh, Nga vẫn không định rõ ngày tháng lui quân. Không những thế Nga còn gia tăng sự hiện diện tại Mãn Châu. Ngày 15 tháng 5 năm 1903, Sa hoàng Nikolai II xuống chiếu chủ trương loại trừ ảnh hưởng "ngoại bang" ở Mãn Châu và dốc sức xây dựng quân lực Nga ở Viễn Đông.

### Nỗ lực giải quyết xung khắc Nhật Nga
Đại diện cho Nhật triều là Itō Hirobumi, người mở cuộc đàm phán với Nga để giải quyết quyền lợi hai nước ở Đông Á. Vì cho rằng binh lực Nhật không bằng Nga nên ông coi việc gây chiến với Nga là hạ sách, chi bằng điều đình để Nga kiểm soát Mãn Châu và ngược lại Nhật được toàn quyền ở Triều Tiên. Đó là chủ trương bề mặt của Nhật lúc bấy giờ. Trong khi đó trên bàn cờ thế giới, Nhật Bản và Anh cùng ký hiệp ước Liên minh Anh-Nhật năm 1902. Anh vốn coi Nga là đối thủ nên muốn tìm cách kềm hãm hải quân Nga không thể sử dụng triệt để những hải cảng bên Thái Bình Dương như Vladivostok và Lữ Thuận. Bằng cách liên minh với Nhật, Anh đã đạt được mục đích hạn chế sự bành trướng của Nga. Ngược lại Nhật cũng nhờ vào Anh để vô hiệu hóa các cường quốc Âu châu khác muốn can thiệp giúp Nga vì không ai muốn gây hấn với hải quân Anh.
Ngày 23 tháng 6 năm 1903, Thiên hoàng Minh Trị đi đến kết luận rằng chiến tranh với Nga là việc không tránh được. Ngày 28 tháng 7 thì đại sứ Nhật Bản tại Sankt-Peterburg nhận chỉ thị để lên lên Bộ Ngoại giao Nga phản đối việc Nga chiếm đóng Mãn Châu suốt ba năm qua. Giao thương hai nước phải đình chỉ. Sang đầu năm 1904, ngày 13 tháng 1 Nhật ra công bố rằng Mãn Châu và Triều Tiên đều nằm ngoài vòng ảnh hưởng của Nga và đòi Nga rút lui. Hơn một tháng sau, ngày 6 tháng 2 vì không thấy Nga có phản ứng gì, đại sứ Nhật là Kurino Shinichiro ra trình diện Thượng thư Bộ Ngoại giao Nga là Bá tước Lamsdorf và cáo từ, lên tàu về nước. Kể từ lúc đó, hai nước đoạn giao.

## Chiến tranh

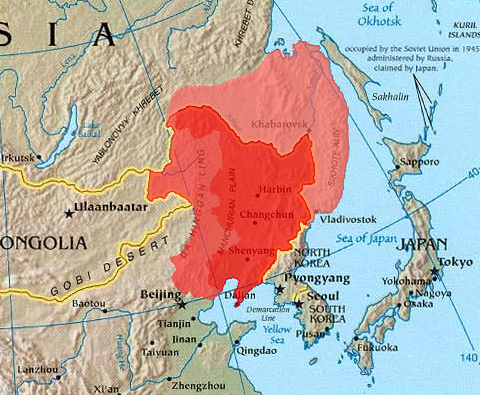
Đại Mãn Châu gồm Mãn Châu thuộc nhà Thanh (màu đỏ) và Mãn Châu thuộc Nga (màu hồng)

### Tuyên chiến
Nhật Bản tuyên chiến ngày 8 tháng 2 năm 1904 nhưng vì phương tiện thông tin hạn chế nên khi quân Nhật khai hỏa tấn công Hạm đội Viễn Đông của Nga tại cảng Lữ Thuận thì Nga triều vẫn không biết gì cả. Ba tiếng đồng hồ sau bên Sankt-Peterburg mới nhận được tin. Sa hoàng Nikolai II sững sờ vì không ngờ Nhật Bản lại dám gây hấn. Hơn nữa, bấy lâu các bộ trưởng của Nga vẫn cho rằng Nhật Bản sẽ không đánh. Tám ngày sau, Nga chính thức tuyên chiến với Nhật. Lúc bấy giờ thông lệ tuyên chiến trước khi lâm chiến chưa định chế trong luật pháp quốc tế nên về pháp lý hai nước không vi phạm điều khoản gì cả. Thông lệ tuyên chiến được các nước chấp thuận kể từ tháng 10 năm 1907 và chính thức có hiệu lực từ ngày 26 tháng 1 năm 1910
Nước Montenegro ở vùng Balkan sau đó cũng tuyên chiến với Nhật để trả ơn Nga đã giúp Montenegro chống lại Đế quốc Ottoman. Phản ứng của Montenegro chỉ là hình thức vì lý do địa lý xa xôi và binh lực nhỏ bé, chỉ hạn chế trong phạm vi một số công dân Montenegro đăng lính theo quân Nga sang Viễn Đông. Về sau, khi Nga và Nhật ký hiệp ước hòa bình, Công quốc Montenegro không được nhắc đến trong văn kiện, nên về mặt lý thuyết nước này vẫn có chiến tranh với Nhật tới hơn 100 năm. Sau khi Montenegro ly khai khỏi Serbia năm 2006, các quan chức Nhật mới đến thăm quốc gia vùng Balkan này để gửi thư tuyên bố chính thức kết thúc chiến tranh giữa hai nước.

### Chiến dịch năm 1904

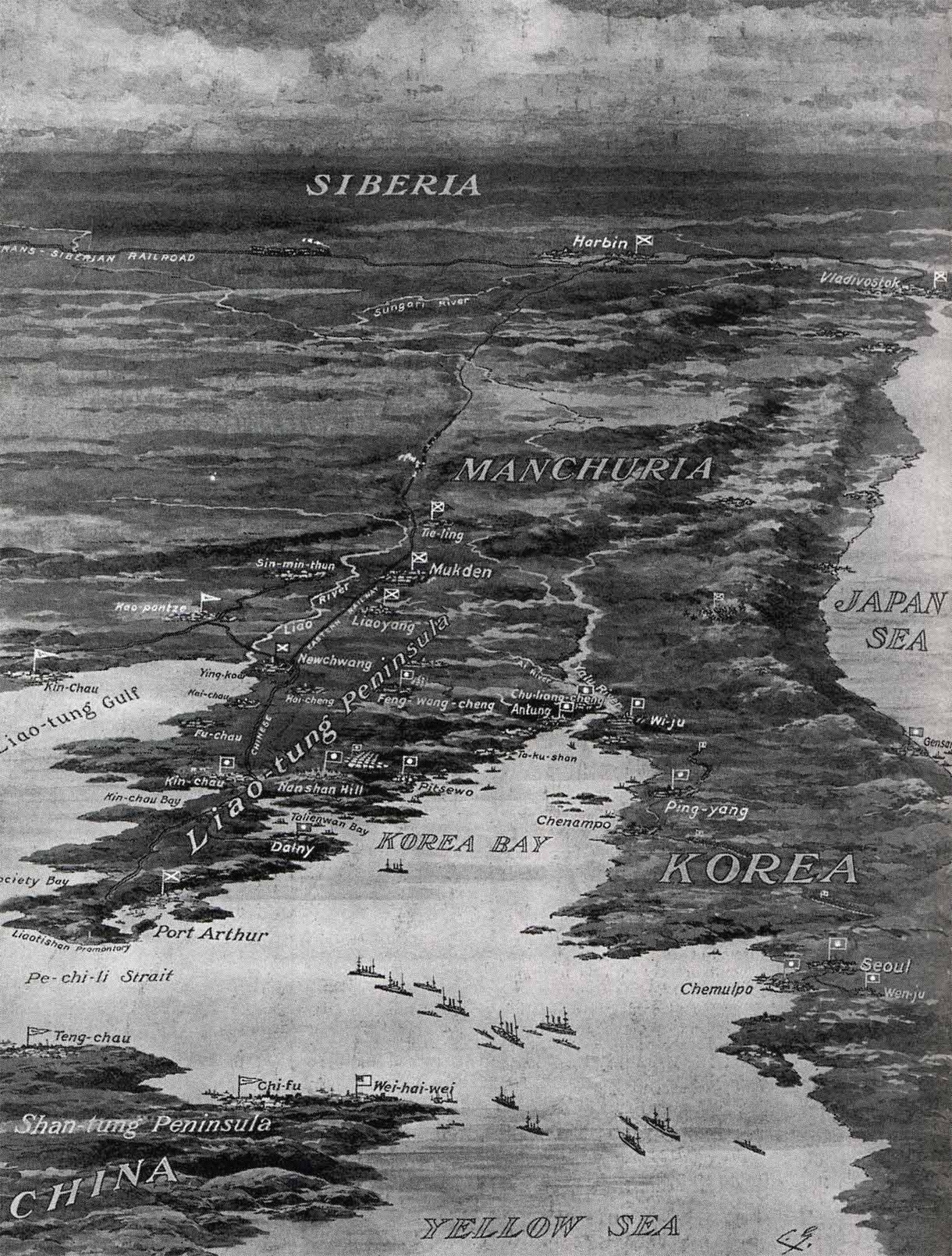
Bản đồ chiến trường trong cuộc chiến Nga-Nhật

##### Hải chiến cảng Lữ Thuận
Để đánh đuổi được quân Nga ở Mãn Châu, quân Nhật biết rằng phải bảo đảm được đường biển tiếp tế binh lương. Mục tiêu then chốt của chiến lược quân Nhật là phải vô hiệu hóa toàn hạm đội Nga tại cảng Lữ Thuận trên bán đảo Liêu Đông nơi quân Nga đã thiết lập một căn cứ hải quân quy mô và vững chắc.
Nửa đêm 8 Tháng 2 năm 1904 sang sáng ngày mồng 9, Hạm đội Nhật Bản của Đô đốc Tōgō Heihachirō khai chiến bằng cách bắn ngư lôi tới tấp vào đoàn tàu Nga ở Lữ Thuận. Một số tàu chiến Nga bị hư hại nặng, trong đó có tuần dương hạm Pallada, Thiết giáp hạm Tsesarevich và Thiết giáp hạm Retvizan. Pallada là tuần dương hạm với giãn nước 6.600 tấn, còn hai chiếc Tsesarevich và Retvizan là hai con tàu chiến lớn nhất của Nga ở Viễn Đông Hai bên nã súng bắn đến sáng hôm sau vẫn bất phân thắng bại. Hải quân Nhật tuy có ưu thế nhưng không thể tiến gần vì súng đại bác của Nga trên bờ bắn trả dữ dội. Quân Nga thì tuy giữ vững được các vị trí nhưng đoàn chiến thuyền bị cầm chân ở Lữ Thuận. Đêm 24 Tháng 2 Nhật phái bốn tàu hàng cũ vào cửa Lữ Thuận rồi khai hỏa đánh chìm cả bốn với chủ ý làm nghẽn cửa biển. Sự việc thất bại nhưng cũng đủ buộc quân Nga dồn sức lực vào việc phòng thủ. Ngày 13 Tháng Tư Phó Đề đốc Stepan Makarov đổi chiến thuật, chỉ huy kỳ hạm Petropavlosk cho nổi lửa ra khơi định đuổi theo tàu Nhật nhưng chưa đi được bao xa thì trúng phải thủy lôi rồi chìm. Makarov chết theo tàu. Quân Nga từ đấy ở nguyên trong cảng và không dám ra nghênh chiến nữa.
Dù không chiếm được Lữ Thuận ngay đầu năm 1904, quân Nhật đã vô hiệu hóa hải lực của Nga bằng cách một mặt bổ vây số chiến hạm còn lại ở Vladivostok không cho ra khơi cứu viện, một mặt tiêu diệt số thuyền còn lại của Nga đang di chuyển ở biển Hoàng Hải như hai chiến thuyền Variag và Korietz của Nga neo ở Nhân Xuyên. Tàu Variag bị bắn bốc hỏa cháy rụi còn tàu Korietz trúng pháo hư nặng. Không muốn quân Nhật đoạt được tàu, lính Nga nổi lửa đốt tàu rồi tháo chạy.
Quân Nhật lợi dụng thời cơ đổ bộ xuống Nhân Xuyên rồi từ đó kéo lên chiếm Hán Thành ngày 9 Tháng Hai. Chỉ trong hai tháng quân Nhật đã kiểm soát được toàn phần nước Triều Tiên. Triều đình Triều Tiên tuyên bố hủy bỏ mọi hiệp ước với Nga. Đến cuối Tháng Tư thì Quân đoàn 1 Lục quân Đế quốc Nhật Bản do Đại tướng Kuroki Tamemoto chỉ huy đã chuẩn bị xong binh ngũ sẵn sàng vượt sông Áp Lục đánh vào Mãn Châu.

##### Bộ binh Nhật tiến vào Mãn Châu
Ngược lại với chiến lược nhanh chóng chiếm lĩnh chiến trường để kiểm soát Mãn Châu của Nhật, chiến lược của Nga tập trung vào việc tránh giao chiến để có thời gian đợi quân tiếp viện tới nơi qua tuyến đường sắt xuyên Siberi, khi đó vẫn chưa hoàn thành đoạn gần Irkutsk.
Ngày 9 Tháng Tư 1904, quân Nga rút khỏi Triều Tiên để củng cố các vị trí phía bắc sông Áp Lục. Ngày 5 Tháng Năm hai bên giao chiến ở gần Wiju (Nghĩa Châu). Quân Nhật với ưu thế pháo lực buộc tướng Mikhail Zasulich thoái binh, kéo về bắc phòng thủ các binh đồn giữa Wiju và Liaoyang nơi Kuropatkin đặt bản doanh với 80.000 quân. Mặt trận trải rộng với 150.000 quân Nhật tiến lên trực chỉ lưu vực sông Liêu.
Ngày 1 tháng 5 năm 1904, Trận sông Áp Lục trở thành trận chiến lớn đầu tiên trên đất liền, khi quân Nhật đột chiếm các vị trí của quân Nga sau khi vượt sông mà không gặp sự kháng cự nào. Quân Nhật tiếp tục đổ bộ xuống nhiều điểm quan trọng tại bờ biển Mãn Châu, và trong một chuỗi các cuộc đụng độ, đã đẩy lùi quân Nga về phía cảng Lữ Thuận. Những trận đánh này, bao gồm trận Nashan ngày 25 tháng 5 năm 1904, được đánh dấu bằng thiệt hại nặng của quân Nhật khi tấn công vào các đường hào của quân Nga, nhưng quân Nga vẫn duy trì sự tập trung vào phòng ngự và không phản công.

##### Hải quân Nhật vây cảng Lữ Thuận
Quân Nhật cố ngăn cản quân Nga sử dụng cảng Lữ Thuận. Trong đêm 12-14 tháng 2, quân Nhật cố phong tỏa luồng vào cảng Lữ Thuận bằng cách đánh chìm vài tàu hơi nước đầy xi măng tại tuyến nước sâu vào cảng, nhưng họ đánh chìm quá sâu nên không hiệu quả. Một cố gắng tương tự để phong tỏa đường vào cảng trong đêm ngày 3-4 tháng 5 cũng thất bại. Tháng 3, Phó Đô đốc có uy tín Makarov được bổ nhiệm làm chỉ huy Hạm đội Thái Bình Dương với ý định phá vỡ sự phong tỏa tại cảng Lữ Thuận.
Ngày 12 tháng 4 năm 1904, 2 chiếc Thiết giáp hạm tiền-dreadnought là kỳ hạm Petropavlovsk và Pobeda lẻn ra khỏi cảng nhưng vướng phải thủy lôi Nhật Bản ngoài cảng Lữ Thuận. Chiếc Petropavlovsk chìm ngay tức khắc, trong khi chiếc Pobeda phải kéo về cảng và phải tu sửa nặng. Đô đốc Makarov, nhà chiến lược tài năng duy nhất của Nga trong chiến tranh, tử trận trên tàu Petropavlovsk.
Người Nga không lâu sau cũng sử dụng chiến thuật dùng thủy lôi. Ngày 15 tháng 5 năm 1904, 2 thiết giáp hạm Nhật Bản, Yashima và Hatsuse, bị nhử vào một bãi thủy lôi của Nga ở gần cảng Lữ Thuận, mỗi chiếc trúng ít nhất 2 trái thủy lôi. Chiếc Hatsuse chìm chỉ trong vài phút, mang theo 450 thủy thủ, trong khi chiếc Yashima bị chìm trong khi được kéo về Triều Tiên để sửa chữa. Đây là tổn thất nặng cho Nhật vì toàn bộ Hải quân Nhật khi đó chỉ có 6 thiết giáp hạm trong biên chế, mất 2 chiếc là tương đương 1/3 lực lượng. Việc 2 thiết giáp hạm bị mất được Nhật Bản giấu kín trong suốt thời gian chiến tranh do không muốn làm sụt giảm tinh thần của binh sỹ và công luận.

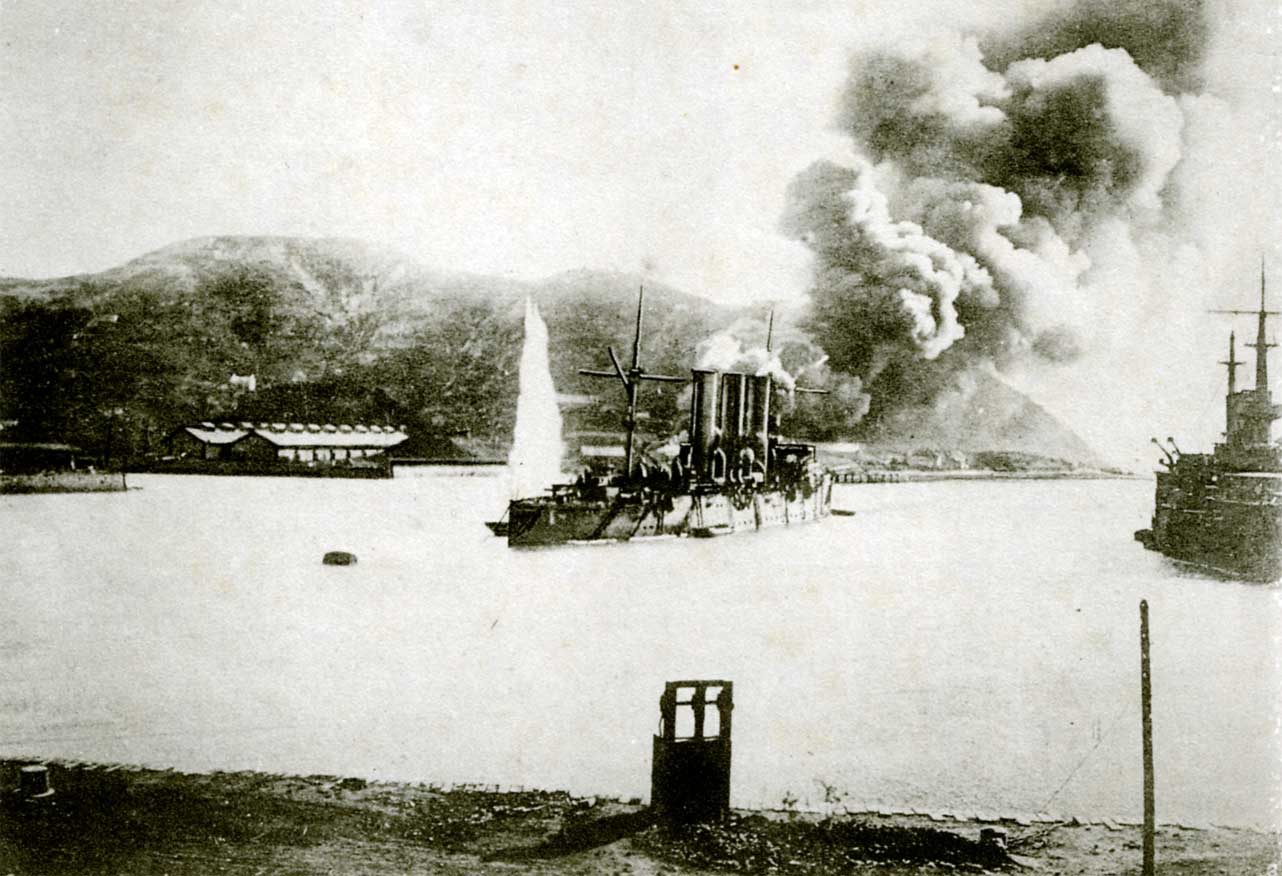
Bắn phá trong Cuộc vây hãm cảng Lữ Thuận

Ngày 23 tháng 6 năm 1904, nỗ lực phá vây của hạm đội Nga, bây giờ dưới quyền chỉ huy của Đô đốc Wilgelm Vitgeft thất bại. Cho đến cuối tháng, pháo binh Nhật Bản liên tục pháo kích vào cảng.
Nhật Bản bắt đầu Cuộc vây hãm cảng Lữ Thuận. Ngày 10 tháng 8 năm 1904, Hạm đội Nga lại một lần nữa cố gắng phá vây và tiến đến Vladivostok, nhưng khi ra được biển khơi thì chạm trán với đội thiết giáp hạm của Đô đốc Togo. Người Nga thường gọi đây là Trận ngày 10 tháng 8, nhưng thông thường, nó được gọi là Hải chiến Hoàng Hải, các thiết giáp hạm từ hai phía liên tục khai hỏa. Trận đánh này là một yếu tố quyết định chiến trường, mặc dù Đô đốc Togo biết một đội thiết giáp hạm Nga khác sẽ sớm được gửi đến Thái Bình Dương. Quân Nhật chỉ có một đội thiết giáp hạm và Togo đã mất hai thiết giáp hạm vì thủy lôi của Nga. Các thiết giáp hạm Nga và Nhật tiếp tục đấu súng, cho đến khi kỳ hạm của quân Nga, chiếc Thiết giáp hạm Nga Tsesarevich bị bắn trực diện vào cầu tàu, giết chết Tư lệnh hạm đội, Đô đốc Vitgeft. Đến lúc này, Hạm đội Nga quay đầu lại và chạy về cảng Lữ Thuận. Mặc dù không có thuyền chiến nào bị chìm trong trận này, quân Nga bây giờ lại trở về cảng và hải quân Nhật vẫn còn thiết giáp hạm để đối đầu với hạm đội Nga khi nó tới nơi.

##### Vây hãm Lữ Thuận trên bộ

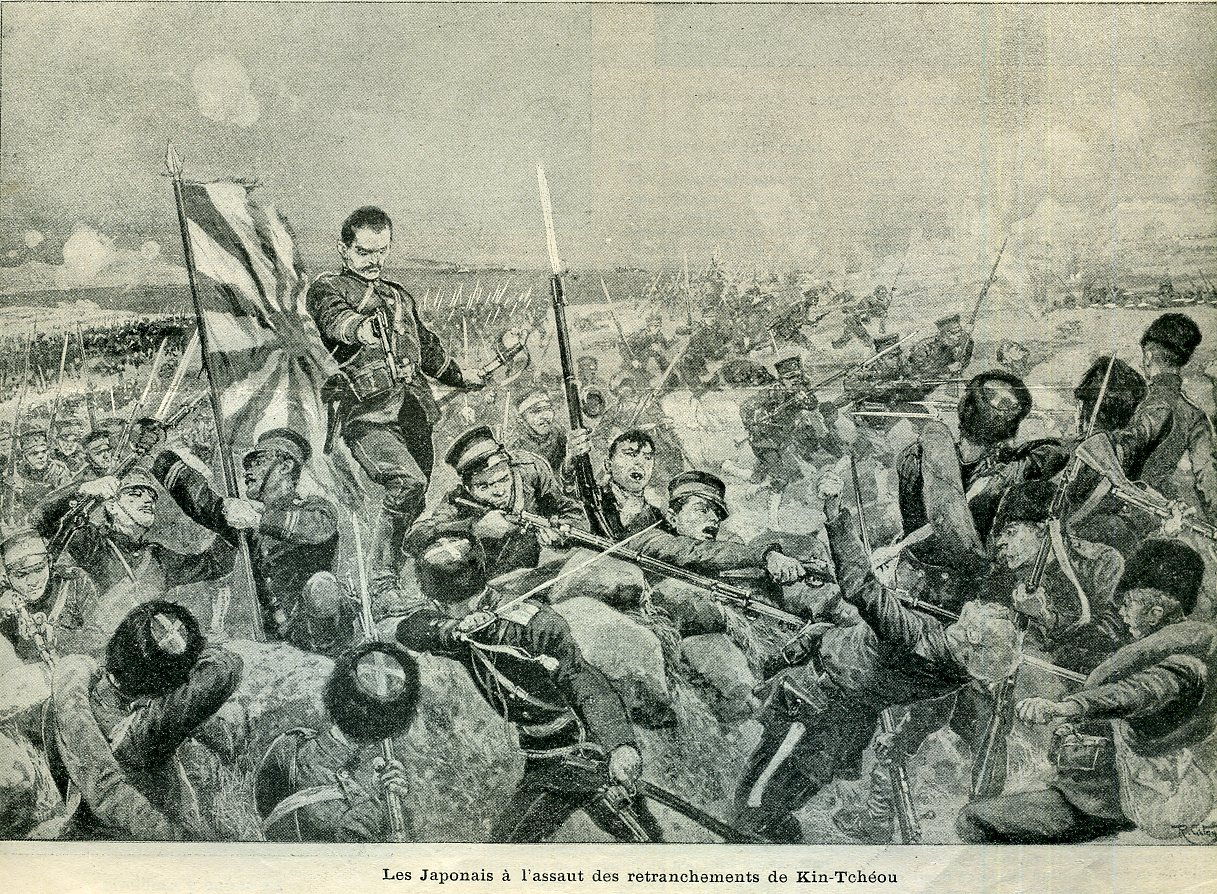
Quân Nga cố thủ trước sự tấn công của quân Nhật, 1904

Trong khi chiến thuyền thuyền Nhật vây quân Nga ở mặt biển, bộ binh Nhật thuộc Quân đoàn 2 của tướng Oku Yasukata đổ bộ ở ở Pitzuwo (nay là Bikouzhen tức "Bì Khẩu Trấn"), ngày 5 Tháng Năm, chỉ cách Lữ Thuận 60 dặm về phía đông bắc, đánh Newchang (Ngưu Trang) và Kenchou (Kim Châu), rồi kéo xuống vây Lữ Thuận trên bộ, cắt đứt liên lạc giữa bộ binh Nga ở Liêu Dương và hải quân ở Lữ Thuận. Suốt năm tháng trời từ Tháng Tám 1904 đến Tháng Giêng 1905, vòng vây siết chặt dần với 95.000 quân Nhật bao vây hơn ba vạn quân Nga.
Nỗ lực giải vây cho thành phố bằng đường bộ của Nga đã thất bại, và sau trận Liêu Dương vào cuối tháng 8, quân Nga càng rút lui lên phía bắc đến Thẩm Dương, cách Lữ Thuận hơn 400 cây số.
Quân Nga cố phòng thủ bằng cách gắng giữ các ngọn đồi cao. Cả hai bên đào chiến hào tổng cộng hơn 75 cây số để lấn từng tấc đất một. Cao điểm 203 là mục tiêu quan trọng với địa thể bao quát để khống chế Lữ Thuận. Quân Nhật dùng màn đêm xông lên tấn công cao điểm 203 liên tiếp trong khi quân Nga dùng đèn pha rọi xuống để bắn trả. Số tử vong để chiếm ngọn đồi đó là hơn 14.000 lính Nhật trong khi quân Nga mất 5.000 người để cố giữ vị trí đó. Cuối cùng đồi 203 thất thủ. Quân Nhật dùng cao độ đó đặt trọng pháo 280 ly bắn xuống quân cảng của Nga phá nát tuyến phòng thủ và tàu bè trong bến. Chiến thuyền duy nhất nguyên vẹn còn lại của Nga là Sevastopol đang neo ở bến trúng pháo và chìm ngay tại chỗ. Mất toàn thể hạm đội, tuy còn 33.000 binh trong thành, tướng Anatoly Stessel ra lệnh đầu hàng quân Nhật vì nghĩ rằng giá trị quân cảng Lữ Thuận kể như là số không khi Nga không còn tàu chiến. Đó là ngày 2 Tháng Giêng 1905; cả thế giới kinh ngạc khi nghe tin hải quân Nga đầu hàng.

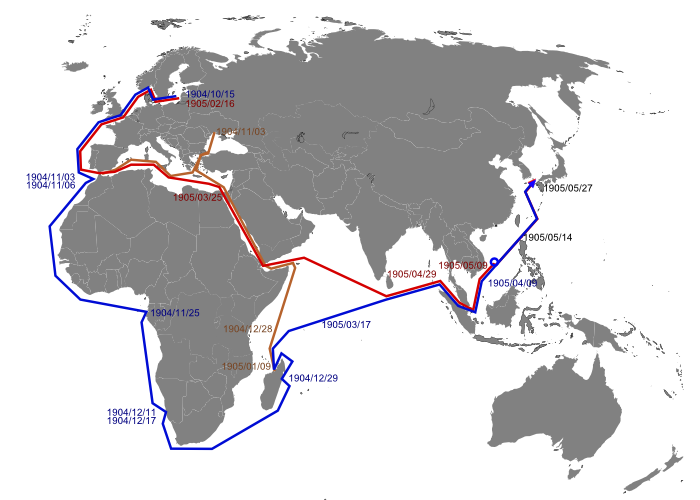
Lộ trình đi và về của Hạm đội Baltic.

##### Hạm đội Baltic lên đường giải cứu
Trong khi cả thủy lẫn bộ binh quân Nga ở Viễn Đông đều bị quân Nhật cầm chân, Nga triều tìm cách gửi Hạm đội Baltic dưới quyền chỉ huy của Đô đốc Zinovy Rozhestvensky từ Bắc Âu xuống châu Phi, đi vòng Hảo Vọng giác, lên Ấn Độ Dương qua Đông Nam Á để đến Trung Hoa hầu giải vây và tiếp tế căn cứ Lữ Thuận. Vì đường xa, giải pháp gửi Hạm đội Baltic sớm nhất ước tính phải mất hơn sáu tháng, tức khoảng tháng 5 năm 1905 mới có mặt ở Lữ Thuận được.
Trên chặng đường dài sang Viễn Đông, ngày 21 tháng 10 năm 1904 đoàn chiến thuyền gặp trở ngại khi tiến gần lãnh hải Vương quốc Anh. Quân Nga nổ súng lầm bắn vào một thuyền đánh cá của Anh vì tưởng rằng đó là thuyền phóng lôi của quân Nhật. Tàu cá Crane bị bắn chìm. Hai công dân Anh tử nạn, sáu người bị thương. Trong màn đêm mờ mịt sương mù tàu Nga còn khai hỏa bắn lầm cả nhau khiến hai quân nhân Nga tử thương. Tháng 11, 1904 Chính phủ Anh chính thức khiển trách Nga triều và đòi mở cuộc điều tra qua Công ước Den Haag với Ủy hội quốc tế. Nga thuận trả £66,000 để bồi thường cho gia đình nạn nhân.

### Chiến dịch năm 1905

##### Chiến trận mùa đông

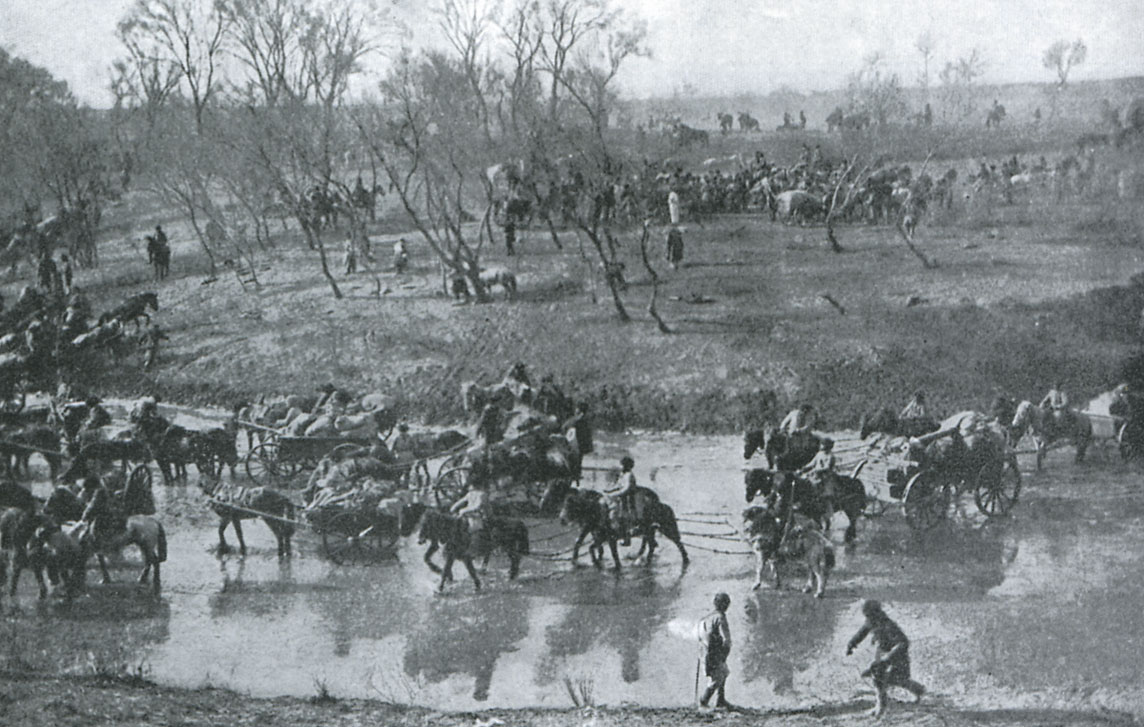
Quân lính Nga rút khỏi Phụng Thiên sau khi thất trận

Hình minh họa cuộc tấn công của quân Nhật trong trận Phụng Thiên.

Mất Lữ Thuận, lực lượng quân Nga bấy giờ chỉ còn bộ binh ở mạn Liêu Dương. Quân đoàn 3 của tướng Kuroki chuyển hướng trực chỉ Phụng Thiên nơi quân Nga vẫn trấn giữ. Vừa lúc đó trời lập đông, cơn lạnh băng giá buộc cả hai phe Nhật và Nga và hoãn binh trên một chiến tuyến dài 110 km phía nam Phụng Thiên.
Ngày 25 Tháng Giêng 1905 Đại tướng Oskar Grippenberg chỉ huy Quân đoàn 2 quân Nga bất ngờ mở cuộc tấn công cánh trái quân Nhật suốt bốn ngày đêm gần thị trấn Sandepu, tưởng như đâm thủng được phòng tuyến của quân Nhật nhưng rốt cuộc vì không được tiếp ứng phải bỏ lỡ. Tư lệnh Kuropatkin còn xuống lệnh thu binh nên  trận giao chiến đó không đạt được mục tiêu gì cả.
Đối với quân Nhật thì việc tiêu diệt quân Nga tại Mãn Châu trở nên càng cấp bách, phải thực hiện trước khi quân tiếp viện Nga sang đến Mãn Châu bằng ngả đường sắt xuyên Siberi. Nếu không thì cán cân lực lượng sẽ nghiêng hẳn về Nga và Nhật sẽ thất thế.
Ngày 20 tháng 2 năm 1905 dù mặt đất còn phủ tuyết, quân Nhật khai hỏa trận Phụng Thiên, tấn công liên tục hai bên tả hữu của đối phương dọc phòng tuyến dài 80 km. Bên phía Nga giữ thế thủ thì thông địa đạo cố chống trả. Bên phía Nhật nắm thế công thì gắng đưa những cỗ đại bác vào vị trí để dội pháo liên hồi. Sau mấy ngày giao tranh ác liệt, phòng tuyến quân Nga bị đẩy lùi mãi ở hai đầu tuyến khiến chiến trận biến thành hình cung. Thấy nguy cơ bị bao vây, quân Nga vội rút lui tái phối trí nhưng lại bị tập hậu; cuộc thoái binh chẳng mấy chốc trở thành hỗn loạn. Ngày 10 tháng 3 năm 1905, sau ba tuần giao chiến, Đại tướng Kuropatkin quyết định bỏ Phụng Thiên lui quân và lập phòng tuyến ở phía bắc Phụng Thiên. Quân Nhật tiếp thu thủ phủ Mãn Châu cũng là cố đô của nhà Thanh.
Đội hình triệt thoái quân Nga tại Phụng Thiên tan rã nhưng vì đối phương cũng đã thấm mệt với thương vong lớn nên quân Nhật không dám dốc sức truy kích và trận Phụng Thiên không đáp ứng thắng lợi quyết liệt mà Nhật mong muốn. Chiến cuộc vẫn phải đợi lực lượng hải quân quyết định.

##### Chiến thắng tại Đối Mã

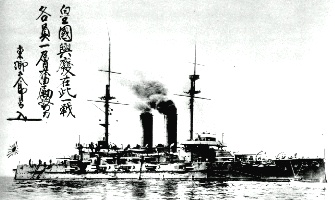
Thiết giáp hạm Nhật Bản Mikasa, kỳ hạm của Đô đốc Tōgō Heihachirō trong Hải chiến Đối Mã.

Hạm đội Baltic của Nga khi ra đến Thái Bình Dương thì được đổi tên là Hạm đội Thái Bình Dương thứ nhì. Chuyến hải hành ngót 30.000 km nếu đúng theo dự định thì sẽ kết thúc ở Lữ Thuận nhưng khi quành Hảo Vọng giác vừa đến Madagascar thì đoàn thuyền nhận được hung tin: Lữ Thuận đã thất thủ. Đô đốc Rozhestvensky phải bèn đổi hải hành, thay vì hướng tới Lữ Thuận thì chuyển đến Vladivostok (Nhật lúc bấy giờ gọi là Urajiosutoku 浦塩斯徳, âm Hán Việt: Phố Diêm Tư Đức) xa hơn. Hải lộ đi Vladivostok có ba ngả: tuyến ngắn nhất (và cũng nguy hiểm nhất) là thẳng qua Eo biển Đối Mã giữa Triều Tiên và Nhật Bản, thứ nhì là là qua eo biển Tân Khinh giữa Honshu và Hokkaido, và xa nhất nhưng cũng an toàn nhất là qua eo biển Tông Cốc tận phía bắc nước Nhật.
Chỉ huy hải quân Nhật là Đô đốc Togo, vì biết rằng khi đã mất Lữ Thuận, quân Nga sẽ trực chỉ Vladivostok nên lập kế chặn các ngả không cho hạm đội Nga tới đích.
Nhật ban đầu có sáu thiết giáp hạm nhưng đã mất hai vì trúng thủy lôi, chỉ còn 4. Tuy nhiên số tuần dương hạm, khu trục hạm, và thuyền phóng lôi còn khá đầy đủ. Bên Nga thì có 8 thiết giáp hạm (bốn chiếc kiểu mới lớp Borodino), cùng tuần dương hạm, khu trục hạm và các tàu tải binh lương, tổng số các loại là 38 tàu.
Cuối Tháng Năm, 1905 Hạm đội Nga tiến vào biển Hoa Đông. Trong ba lộ trình thì Rozhestvensky quyết định chọn ngả qua eo biển Đối Mã, len giữa bán đảo Triều Tiên và Nhật Bản. Đoàn thuyền dùng màn đêm để ẩn hình nhưng vì sơ suất một con tàu cứu thương dùng đèn nên bị lộ, liền bị chiến thuyền Shinano Maru của Nhật phát giác và báo cho thượng cấp. Bộ tư lệnh của Đô đốc Togo huy động các chiến hạm dàn quân công kích với mũi dùi chĩa vào đâm ngang đoàn thuyền của Nga. Ngày 27-28 tháng 5 hai bên giao chiến. Súng nổ vang trời, khói lửa mịt mù. Khi khói tan thì hậu quả quá rõ; hạm đội Nga gần như bị tiêu diệt: mất cả tám thiết giáp hạm không kể những binh thuyền nhỏ. Hơn 5.000 quân tử trận. Chỉ sót ba tàu Nga chạy thoát đến được Vladivostok. Trận Đối Mã quyết định cả chiến cuộc vì Nga từ đấy bị loại khỏi vòng chiến. Nga triều đành xin hòa.

##### Nhật chiếm Sakhalin
Trong khi chiến cuộc dần lắng xuống ở Mãn Châu thì Nhật triều triển khai kế hoạch đánh chiếm Sakhalin vì cho rằng Nga vẫn chưa bị thiệt hại gì ở trên chính lãnh thổ Nga. Bằng cách đánh thẳng vào đất Nga, Nhật muốn nắm chắc ưu thế khi ngồi vào hòa đàm nên Sư đoàn 13 Bộ binh được phái tiến chiếm Sakhalin vào đầu Tháng 7. Ngày 23 Tháng 7 thì quân Nhật chiếm được thị trấn Korsakov (Nhật gọi là Ōtomari) ở phía nam. Tàn quân Nga ra lệnh đốt sạch nhà cửa trước khi rút lui. Hai bên giao chiến ở Vladimirovka (nay là Yuzhno-Sakhalinsk, Nhật gọi là Toyohara) và đến 1 Tháng 8 thì quân Nhật hoàn tất việc chiếm đóng toàn đảo Sakhalin. Bản doanh Sư đoàn 13 đóng ở Aleksandrovsk (Otchishi).

## Hai bên bãi binh giảng hòa

Đại diện hai phái đoàn Nga Nhật ở Portsmouth, New Hampshire, Hoa Kỳ

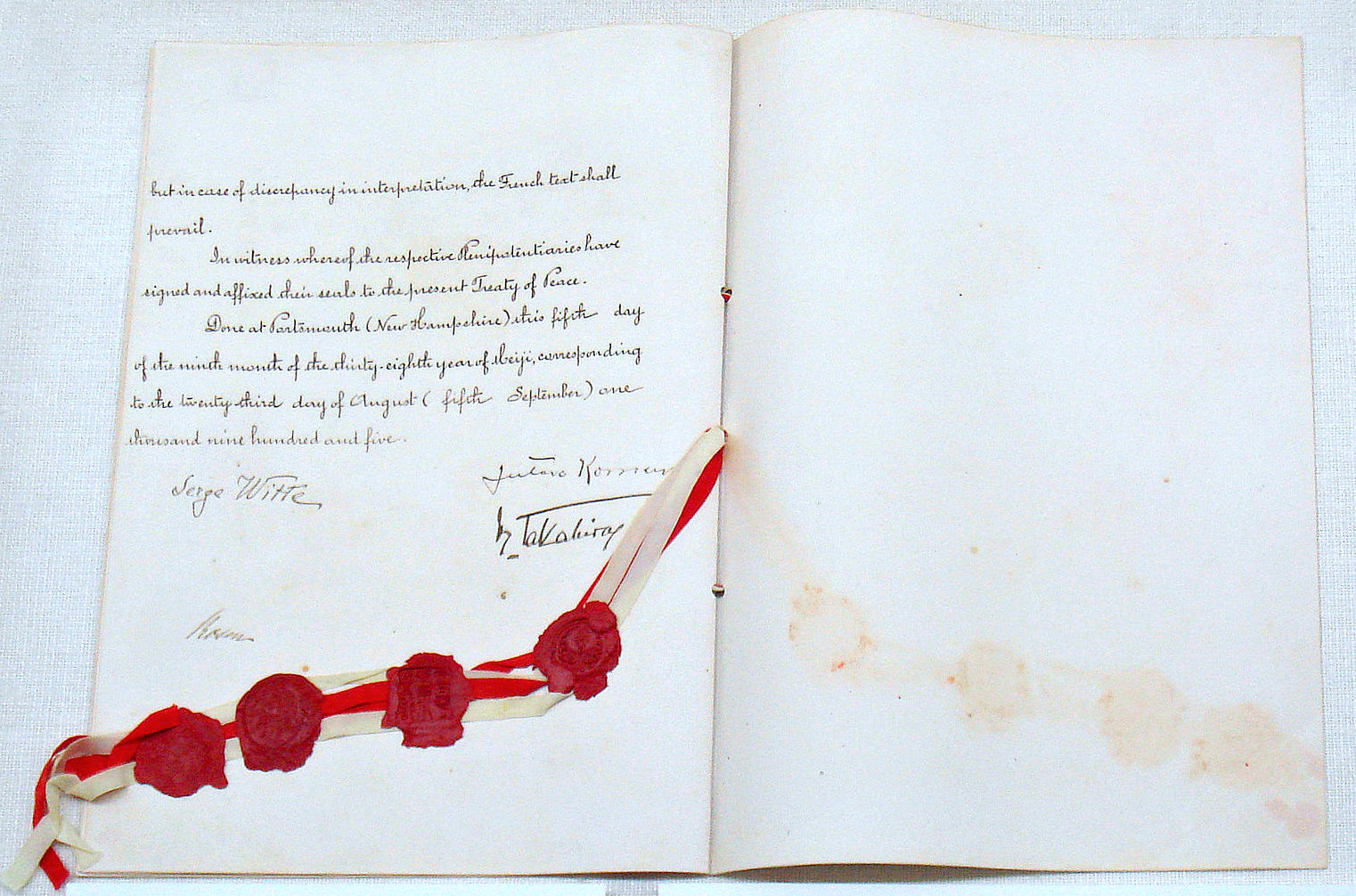
Hiệp ước hòa bình Nhật-Nga, ngày 5 tháng 9 năm 1905

Gặp thất bại cả thủy lẫn bộ Nga triều càng bối rối. Tình hình quốc nội rối ren, quốc ngoại thì suy thoái. Cùng lúc đó nổ ra Cách mạng Nga năm 1905. Sa hoàng Nikolai II phải đành tìm cách giảng hòa với Nhật hầu tập trung vào chính trị quốc nội. Tổng thống Hoa Kỳ Theodore Roosevelt đứng làm trung gian giúp hai bên đàm phán nên sau được trao giải Nobel Hòa bình. Bá tước Sergius Witte dẫn đầu đoàn Nga để thương thuyết với đoàn đại biểu Nhật do Nam tước Komura Jutarō dẫn đầu. Hai bên ký kết Hiệp ước Portsmouth ngày 5 tháng 12 năm 1905 trên tàu hải quân Hoa Kỳ neo ở Portsmouth, New Hampshire. Witte sau đó về bái kiến Sa hoàng và được bổ làm Thủ tướng.
Một chi tiết kỳ lạ là tình trạng chiến tranh giữa Nhật và Montenegro đã kéo dài hơn một thế kỷ từ 1904 đến 2006, khi Montenegro tách khỏi Serbia thì 2 bên mới ký hiệp định hòa bình

### Hiệp ước Portsmouth
Hòa ước Portsmouth chủ yếu có năm khoản:
1. Nga tuyệt đối công nhận quyền lợi tối cao của Nhật ở Triều Tiên.
2. Nga nhượng lại cho Nhật tô giới Lữ Thuận, Đại Liên và đường sắt từ Changchun (Trường Xuân) vào nam.
3. Nga phải trao cho Nhật phần nam đảo Sakhalin phía dưới vĩ tuyến 50 bắc (sau Đệ nhị Thế chiến thì Liên Xô thu hồi lại theo Hiệp ước San Francisco năm 1952).
4. Nga công nhận ngư vực của Nhật Bản vùng duyên hải bán đảo Kamchatka.

Nga cũng hủy bỏ hợp đồng về việc thuê cảng Lữ Thuận và Đại Liên với thời hạn 25 năm với nhà Thanh.
Điểm tối quan trọng là Nga từ bỏ tham vọng ở Triều Tiên và Mãn Châu, và chỉ năm năm sau (1910), Nhật chính thức thôn tính Triều Tiên làm thuộc địa.

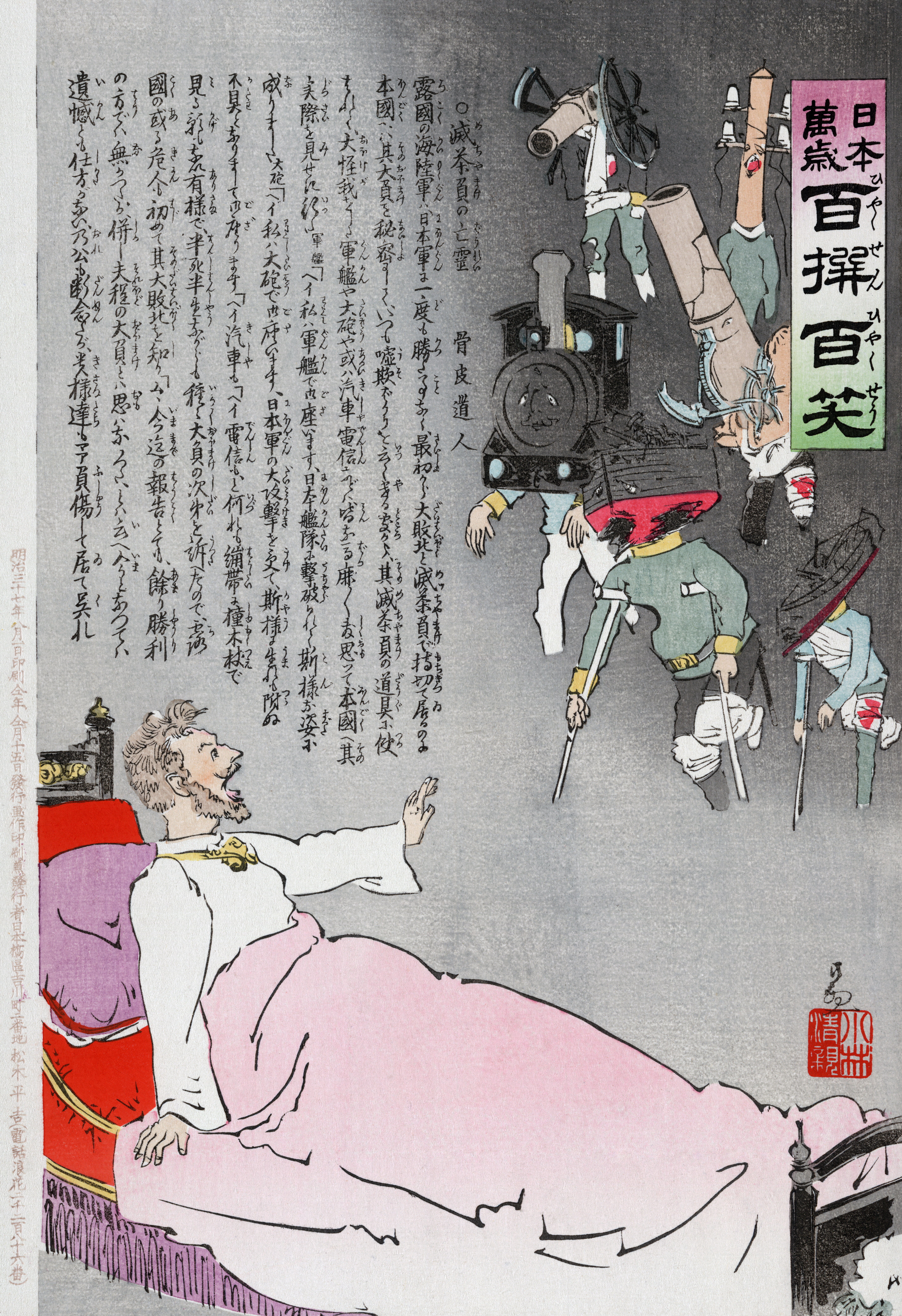
Tranh biếm họa của Nhật Bản cho thấy Sa hoàng Nicholas II thức dậy sau cơn ác mộng về lực lượng Nga thảm bại sau trận chiến.

### Thương vong

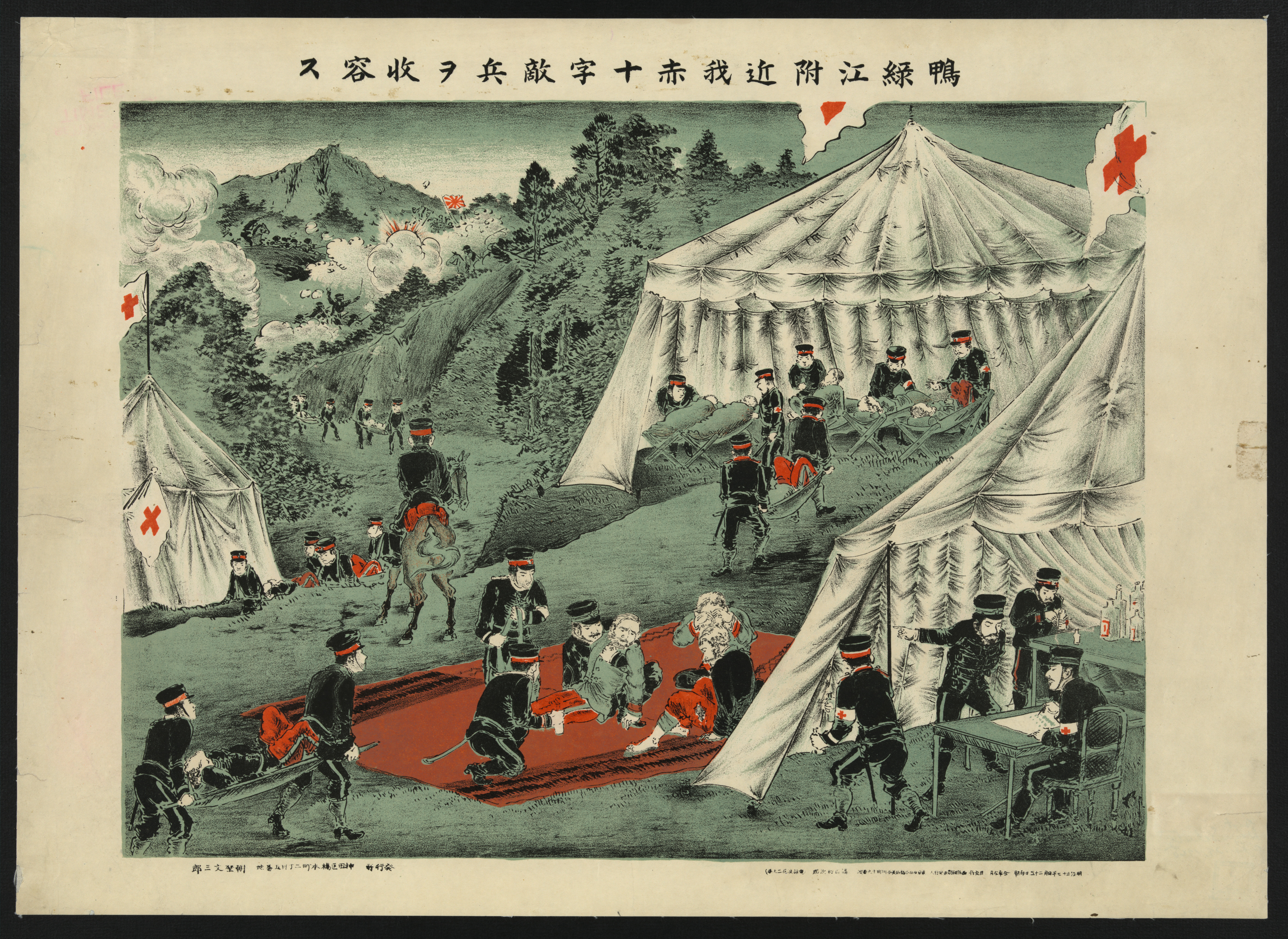
Một họa vẽ Hội Chữ thập Đỏ của cứu chữa thương binh Nga

Sử sách ghi nhận quân Nga có 47.400 người tử vong, 146.032 bị thương, và 12.128 chết vì bệnh tật.
Quân Nhật có 47.152 người tử trận, 11.424 chấn thương rồi chết, và 21.802 ca chết vì bệnh tật.

### Hậu chiến và kết quả
Đây là chiến thắng lớn đầu tiên của một nước châu Á trước một cường quốc châu Âu kể từ khi các nước Tây phương sang chiếm thuộc địa ở khắp cõi Á Đông. Địa vị của Nhật tăng vụt và từ đấy quân lực Nhật Bản được liệt vào hạng cường quốc như các nước Âu châu. Đồng thời, Nga mất gần như toàn bộ Hạm đội Viễn Đông và Baltic. Địa vị Nga trong công luận quốc tế bị giảm sút nhiều, nhất là ở Âu châu. Các nước Đức, Áo-Hung, Pháp và Serbia đều phải cân nhấc lại quan hệ với Nga vì sau đó không lâu Đức tấn công Pháp và Áo-Hung gây hấn với Serbia khi biết rằng Nga không còn thực lực để lâm chiến giải cứu hai đông minh Pháp và Serbia.
Với Nga lu mờ trên chính trường quốc tế, tiếp theo là Chiến tranh Thế giới thứ nhất và cuộc Đại suy thoái kinh tế, quân Nhật trỗi dậy ở Viễn Đông uy hiếp Trung Hoa để rồi hai bên lại xung chiến lần nữa (Chiến tranh Trung-Nhật lần thứ hai) và Chiến tranh thế giới thứ hai.
Tại Nga, thất bại năm 1905 dẫn đến một thời kỳ cải cách ngắn trong quân đội Nga cho phép nó đối mặt với quân đội đế quốc Đức trong Chiến tranh thế giới thứ nhất. Trong trận Tannenberg (1914), quân đội Đức đã tiêu diệt được tập đoàn quân số 2 của Nga do một cựu chiến binh của cuộc Chiến tranh Nga–Nhật chỉ huy. Và, những cuộc nổi dậy sau chiến tranh đã đặt nền móng quan trọng cho cuộc Cách mạng Nga 1917 sau này.
Tất cả các ngày ở trên đều tính theo lịch mới Gregorian, không phải Julian dùng tại Nga; để thuận tiên, khi ở đâu có hai loại ngài tháng, hãy sử dụng cái nào chậm hơn 13 ngày so với cái kia).
Hải quân Hoàng gia Anh gửi một mớ tóc của Đô đốc Nelson cho Hải quân Đế quốc Nhật Bản sau chiến tranh để kỷ niệm chiến thắng năm 1905 trong Hải chiến Tsushima; là sự tiếp nối chiến thắng của Anh tại Trafalgar năm 1805. Nó vẫn được trưng bày tại Kyouiku Sankoukan, bảo tàng công cộng được Lực lượng phòng vệ Nhật Bản duy trì.

## Đánh giá kết quả chiến tranh
Trên chiến trường, hầu hết trong các chiến dịch, Nhật đều giành thắng lợi. Một số chiến dịch khác là bất phân thắng bại. Tuy nhiên, cả hai bên đều bị thiệt hại nặng nề về người, trong đó Nhật Bản bị thiệt hại về người nặng hơn.

### Nga

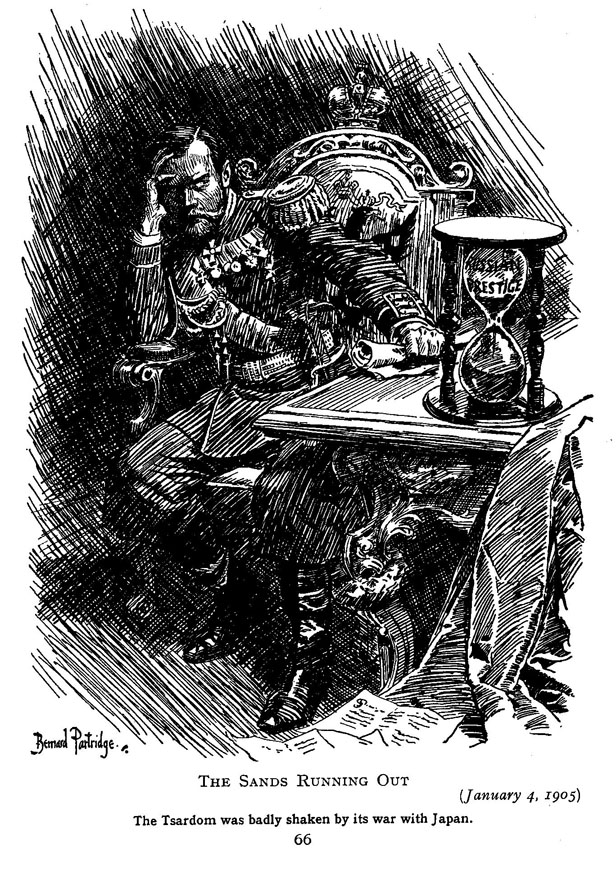
Bức tranh biếm họa trên báo chí Anh thời đó minh họa sự mất uy tín của Đế quốc Nga sau thất bại của đất nước. Kính chỉ giờ thể hiện uy tín của nước Nga đang dần cạn kiệt.

Thất bại của đế quốc Nga là một cú sốc từ phương Tây cho đến vùng Viễn Đông, rằng một nước châu Á đã đánh bại một cường quốc châu Âu trong một trận chiến lớn.
Nga đã mất 2 trong số 3 hạm đội của mình. Chỉ còn lại Hạm đội Biển Đen, và vì một hiệp ước trước đó không cho hạm đội này rời khỏi biển Đen. Jakob Meckel, một cố vấn quân sự Đức cử đến Nhật Bản, có sức ảnh hưởng ghê gớm đối với sự phát triển về huấn luyện, chiến lược, chiến thuật và tổ chức của quân đội Nhật. Những cải cách của ông được minh chứng bằng chiến thắng áp đảo với Trung Quốc trong Chiến tranh Trung-Nhật lần thứ nhất năm 1894–1895. Tuy vậy, việc ông quá dựa vào sử dụng bộ binh trong các chiến dịch tấn công cũng dẫn đến thương vong lớn cho quân Nhật trong chiến tranh Nga-Nhật. Người Nhật luôn trong thế công suốt cuộc chiến, và sử dụng chiến thuật khối đông bộ binh (biển người) với các vị trí phòng ngự. Các trận đánh trong chiến tranh Nga-Nhật là điềm bảo trước cho chiến tranh hầm hào trong suốt Chiến tranh thế giới I, trong đó súng máy và pháo binh đã gây thiệt hại lớn cho quân lính Nhật.
Tình trạng kiệt quệ về quân sự và kinh tế ảnh hưởng đến cả hai quốc gia. Sự bất mãn trong dân chúng Nga sau chiến tranh tiếp thêm năng lượng cho cuộc Cách mạng Nga 1905, một sự kiện mà Sa hoàng Nikolai II đã hy vọng tránh được hoàn toàn bằng cách giữ thế đàm phán không khoan nhượng trước khi tới bàn thương lượng. 10 năm sau đó, sự bất mãn bùng nổ thành cuộc Cách mạng Tháng Mười năm 1917. Ở Ba Lan, phần lãnh thổ mà Nga được chia cuối thế kỷ 18, và ở nơi sự thống trị của Nga đã gây ra hai cuộc khởi nghĩa lớn, dân chúng bất trị đến nỗi một quân đội lên tới 250.000-300.000 - lớn hơn cả đội quân đã đối mặt với người Nhật – phải trú đóng tại đây để ổn định tình hình. Đáng chú ý là một vài nhà chính trị Ba Lan hàng đầu của phong trào khởi nghĩa, như Józef Piłsudski), đã gửi đại sứ đến Nhật để hợp tác trong việc phá hoại và thu thập tin tức tình báo trong Đế quốc Nga và thậm chí cả một kế hoạch của Nhật trợ giúp cho cuộc khởi nghĩa. Nước Nga đã bước vào thế kỷ 20 với cuộc chiến tranh này, qua đó sự khủng hoảng trầm trọng của chế độ Sa hoàng một lần nữa được thể hiện.

### Nhật Bản

Sự bành trướng lãnh thổ của Đế quốc Nhật Bản.

Mặc dù chiến tranh kết thúc với thắng lợi của Nhật Bản, vẫn có một hố sâu đáng chú ý giữa quan điểm của công chúng Nhật về những điều khoản hòa bình rất hạn chế được đàm phán khi kết thúc chiến tranh. Sự bất mãn lan rộng trong dân chúng khi thông báo về các điều khoản của hiệp ước. Có hai yêu sách rõ ràng, cần phải có ở một chiến thắng đáng giá như thế, lại đặc biệt thiếu: chiếm thêm lãnh thổ và bồi thường chiến phí cho Nhật Bản. Hiệp định hòa bình dẫn đến cảm giác ngờ vực, vì người Nhật đã dự định giữ lại toàn bộ đảo Sakhalin, nhưng họ buộc phải trả lại một nửa dưới sức ép của Mỹ.
Trong nước, Nhật Bản đã phải huy động rất nhiều tiền của cho chiến tranh. Chiến phí của Nhật lên tới 1 tỷ 716,44 triệu Yên, trong đó hơn 700 triệu là đi vay của nước ngoài (chủ yếu là Hoa Kỳ và Anh), phần còn lại huy động trong nước bằng cách tăng thuế, bán trái phiếu, quyên góp... Một nguồn khác thống kê chiến phí của Nhật là 2,15 tỷ Yên, trong đó 820 triệu Yên là vay từ nước ngoài Ngoài ra, để chi viện cho quân đội ngoài tiền tuyến, quốc dân từ hậu phương cũng phải gửi vật tư ủng hộ. Ở nông thôn thì có những gia đình mà con em ra trận nên không còn người lao động để duy trì sinh kế, cả làng xã phải quyên góp giúp đỡ.
Để chuẩn bị cho cuộc chiến, dân Nhật Bản đã nhịn nhục suốt 10 năm "nằm gai nếm mật", họ chịu đủ các đợt tăng thuế, thậm chí vắt kiệt tài sản để mua quốc trái, rồi tiền tiết kiệm dân chúng gửi ở nhà băng cũng bị chính phủ đem ra để cung ứng cho chiến phí. Hơn nữa, chính phủ và giới truyền thông Nhật Bản cũng đã quá khoa trương về chiến thắng của quân đội, khiến người dân Nhật tưởng rằng quân đội của họ thắng lợi rất dễ dàng (dù thực ra quân Nhật bị tổn thất rất nặng). Khi nghe tin chiến thắng, dân chúng Nhật Bản cực kỳ vui sướng, họ tưởng rằng cũng như Chiến tranh Nhật - Thanh, lần này Nhật sẽ thu về khoản tiền bồi thường chiến phí khổng lồ để bù đắp cho 10 năm gian khổ đã qua. Nhưng rốt cục, sau khi Hòa ước được ký, Nhật Bản không thu được một khoản bồi thường chiến phí nào, về lãnh thổ thì chỉ chiếm thêm được một số vùng nhỏ, trong khi họ đã chi tiêu một khoản ngân sách cực lớn cho chiến tranh, chưa kể hơn 250.000 thanh niên Nhật Bản đã thương vong trong cuộc chiến. Từ vui sướng chuyển sang thất vọng, dân chúng Nhật Bản cho rằng kết quả không tương xứng với sự hy sinh của mình. Trong tâm trạng căm phẫn, nhiều người dân Nhật cho rằng máu xương của binh sỹ và sự đóng góp của nhân dân đã bị nội các Nhật Bản bán rẻ.
Bạo loạn bùng nổ ở các thành phố chính của Nhật Bản để phản đối. Cuộc biểu tình ở công viên Hibiya, trung tâm Tokyo đã biến thành một cuộc bạo động lớn. Dân chúng kéo tới đập phá dinh thự của Tổng trưởng Nội vụ, các trạm cảnh sát và những tòa báo thân chính quyền. Chính phủ Nhật phải thiết lập lệnh giới nghiêm và điều quân đội đến giữ trật tự. Biến cố này đã kéo dài suốt một tháng, không những chỉ ở Tokyo mà còn tiếp tục lan ra khắp nước.
Các nhà sử học Nhật Bản coi cuộc chiến này là một bước ngoặt với nước Nhật, và là chìa khóa để hiểu tại sao nước Nhật lại thất bại về chính trị và quân sự sau này. Mọi tầng lớp trong xã hội Nhật Bản đều cảm thấy cay đắng và đồng lòng cho rằng đất nước của họ đã bị đối xử như một quốc gia bại trận trên bàn đàm phán. Khi thời gian qua đi, cảm giác này, cùng với sự kiêu ngạo khi trở thành một cường quốc, tăng dần và khiến sự thù địch ngày càng tăng với phương Tây. Nó tiếp sức cho chủ nghĩa quân phiệt và tham vọng đế quốc của người Nhật, mà đỉnh cao là cuộc xâm lược Đông Á và Nam Á trong Thế chiến thứ hai để cố gắng tạo ra một đại đế quốc trên danh nghĩa tạo ra Khối Thịnh vượng chung Đại Đông Á. Chỉ 5 năm sau chiến tranh, Nhật Bản chính thức thôn tính Triều Tiên, và 26 năm sau thì xâm lược Mãn Châu trong Sự kiện Phụng Thiên năm 1931. Kết quả là, phần lớn các sử gia Trung Quốc coi cuộc chiến này là chìa khóa phát triển của chủ nghĩa quân phiệt Nhật Bản.

### Ý nghĩa đối với phong trào chống Đế quốc Thực dân ở châu Á
Chiến thắng vẻ vang của Nhật Bản trong cuộc chiến tranh với Nga (1904-1905) dẫn đến hoà ước Postsmouth, đem lại cho Nhật Bản Hải cảng Lữ Thuận, phía nam Sakhaline và con đường xe lửa phía nam Mãn Châu. Sự kiện trên khiến các nước châu Âu giật mình vì một châu Á đang trỗi dậy, nó còn đem lại niềm khích lệ lớn cho giới sĩ phu yêu nước Việt Nam là theo gương tự cường của nước Nhật để đánh đuổi thực dân Pháp. Lưu trữ ngày 26 tháng 9 năm 2008 tại Wayback Machine Người châu Á coi thắng lợi này là một điển mẫu cho những gì mà dân tộc họ có thể làm được.
Được xem là đòn giáng đầu tiên vào chủ nghĩa thực dân phương Tây, thắng lợi của Nhật Bản trong chiến tranh với Nga đã đập tan cái huyền thoại về sự bất bại của người da trắng. Theo học giả Nguyễn Hiến Lê thì sự kiện này đã hồi sinh cho cả châu Á. Đối với phương Đông thì nó còn quan trọng hơn cả Cách mạng Pháp đối với phương Tây nữa.

## Danh sách các trận chiến
- 1904 Hải chiến cảng Lữ Thuận, 8 tháng 2: Hải chiến không phân thắng bại
- 1904 Trận vịnh Chemulpo, 9 tháng 2: Hải chiến Nhật chiến thắng
- 1904 Trận sông Áp Lục, 30 tháng 4 đến 1 tháng 5: Nhật chiến thắng
- 1904 Trận Nanshan, 25 tháng 5 – 26 tháng 5, Nhật chiến thắng
- 1904 Trận chùa Đắc Lợi, 14 tháng 6 – 15 tháng 6, Nhật chiến thắng
- 1904 Trận đèo Motien, 17 tháng 7, Nhật chiến thắng
- 1904 Trận Đại Thạch Kiều, 24 tháng 7, Nhật chiến thắng
- 1904 Trận Hsimucheng, 31 tháng 7, Nhật chiến thắng
- 1904 Hải chiến Hoàng Hải, 10 tháng 8: Hải chiến Nhật chiến thắng về mặt chiến lược/chiến thuật bất phân thắng bại
- 1904 Trận Ulsan, 14 tháng 8: Hải chiến Nhật chiến thắng
- 1904-1905 bao vây cảng Lữ Thuận, 19 tháng 8 đến 2 tháng 1: Nhật chiến thắng
- 1904 Trận Liêu Dương, 25 tháng 8 đến 3 tháng 9: Bất phân thắng bại
- 1904 Trận sông Sa, 5 tháng 10 đến 17 tháng 10: Bất phân thắng bại
- 1905 Trận Sandepu, 26 tháng 1 đến 27 tháng 1: Bất phân thắng bại
- 1905 Trận Phụng Thiên (Mukden), 21 tháng 1 đến 10 tháng 3: Nhật chiến thắng
- 1905 Hải chiến Đối Mã, 27 tháng 5 đến 28 tháng 5 Hải chiến: Nhật chiến thắng

## Văn học và nghệ thuật

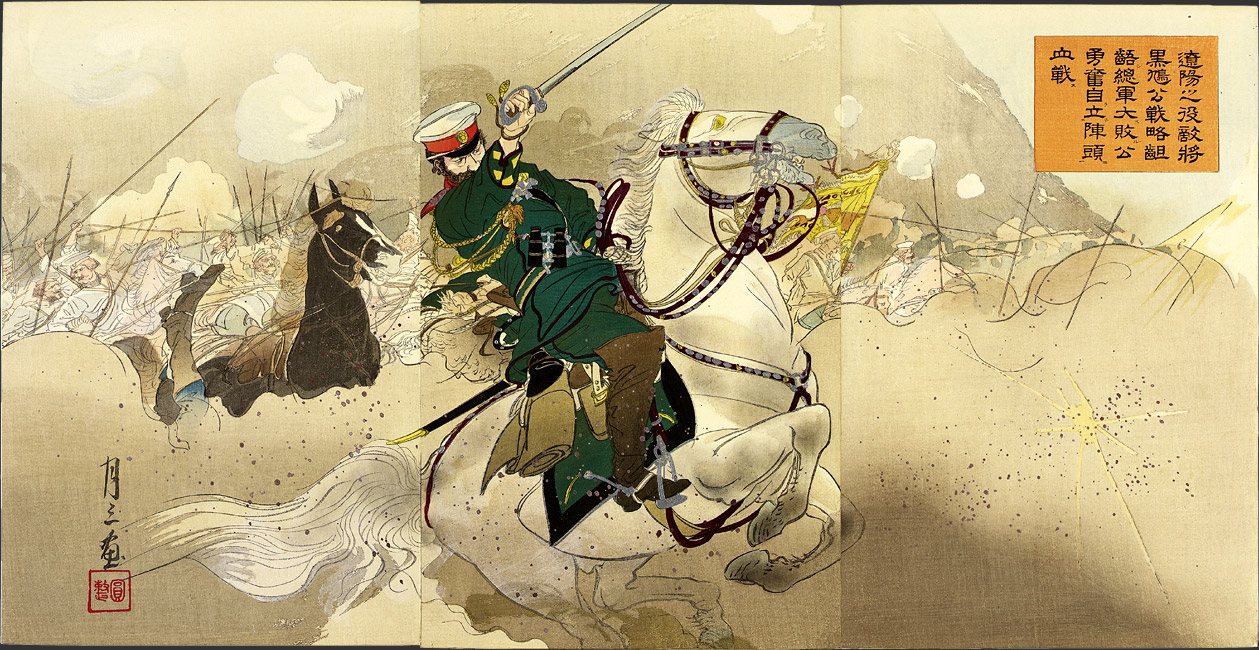
Bản in khắc gỗ của Getsuzō về "Trận chiến Liêu Dương", 1904

- Bản in khắc gỗ của Getsuzō về "Trận chiến Liêu Dương", 1904Chiến tranh Nga–Nhật được đưa tin bởi hàng tá các phóng viên nước ngoài, gửi lại các bản phác thảo được chuyển thành tờ in thạch bản và các dạng in được khác. Các hình ảnh tuyên truyền được truyền bá từ cả hai phía và còn rất ít tấm ảnh còn được bảo quản.
- Cuộc vây hãm cảng Lữ Thuận được viết lại trong một cuốn tiểu thuyết lịch sử tuyệt vời 'Cảng Lữ Thuận' của Alexander Stepanov (1892-1965), người, vào tuổi 12, đã sống trong thành phố bị bao vây và chứng kiến nhiều sự kiện quan trọng của cuộc vây hãm. Ông giữ một vị trí riêng trong quân phòng ngự cảng Lữ Thuận, với nhiệm vụ mang nước đến các đường hào ở tiền tuyến; bị giập; và may mắn tránh khỏi bị cưa chân khi ở trong bệnh viện. Cha ông, ngài Nikolay Stepanov, chỉ huy một pháo đội Nga bảo vệ bờ biển; qua ông, Alexander quen biết nhiều chỉ huy quân sự cao cấp trong thành phố - các tướng quân Stessels, Belikh, Nikitin, Kondratenko, Đô đốc Makarov và nhiều người khác. Cuốn tiểu thuyết được viết năm 1932, dựa trên nhật ký của chính tác giả và ghi chép của người cha; mặc dù nó chịu nhiều ảnh hưởng của thiên kiến, như bất kỳ thứ gì xuất bản ở Liên Xô thời điểm đó, nó vẫn được coi là một trong những tiểu thuyết lịch sử hay nhất của thời kỳ Sô Viết [29].Tranh Đô đốc Togo trên boong Thiết giáp hạm Mikasa, trước Hải chiến Đối Mã năm 1905.

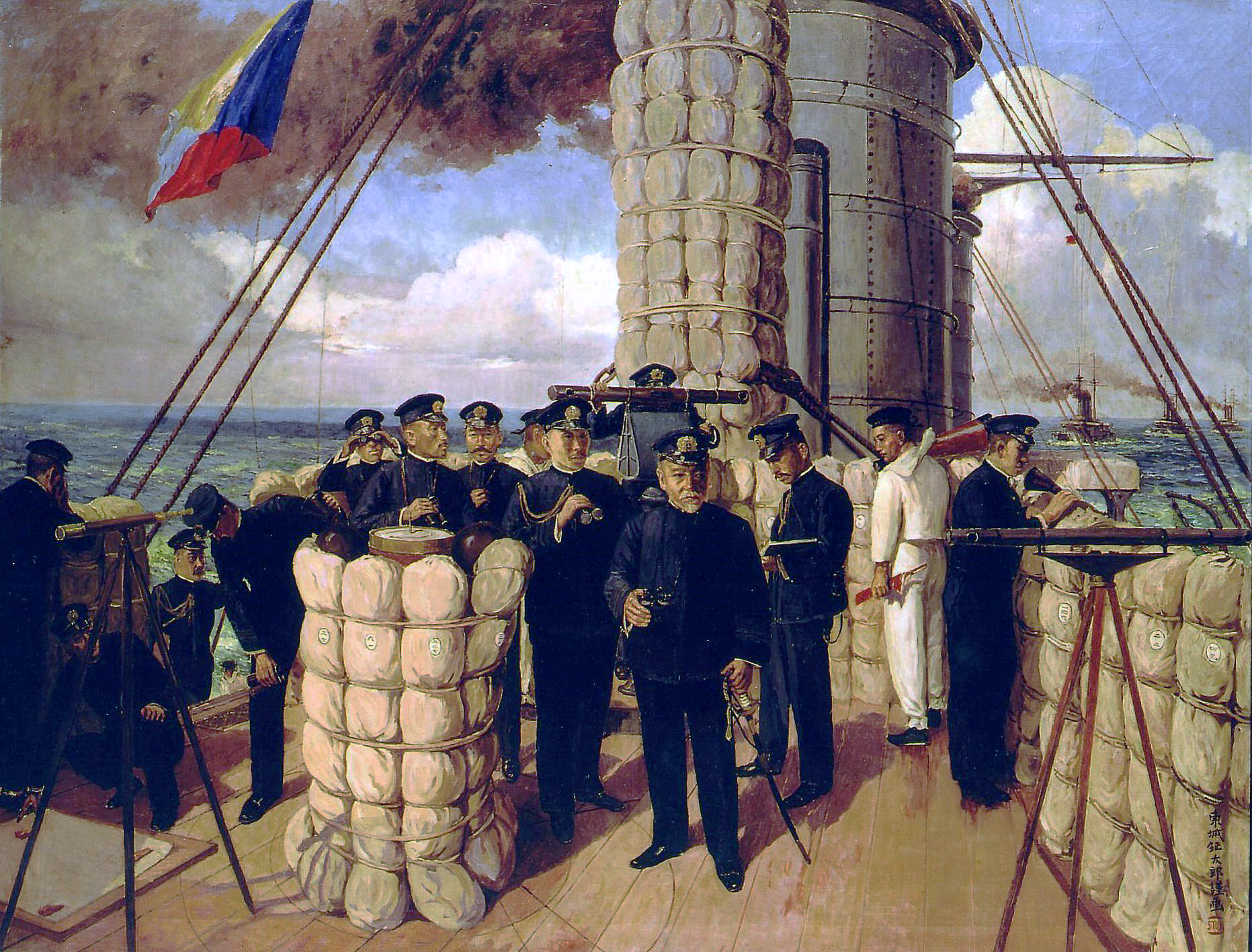
Tranh Đô đốc Togo trên boong Thiết giáp hạm Mikasa, trước Hải chiến Đối Mã năm 1905.

- Chiến tranh Nga–Nhật cũng được thường được nói qua trong tiểu thuyết Ulysses của nhà văn James Joyce. Trong chương "Eumaeus", một thủy thủ say rượu trong quán bar tuyên bố, "Nhưng một ngày tính toán, ông nói với giọng cao dần đến lạc giong—độc quyền triệt để các cuộc thương thuyết—dành sẵn cho nước Anh hùng mạnh, bất chấp sức mạnh tiền bạc trả cho những tội ác của nó. Sẽ có một sự sụp đổ và là sự sụp đổ lớn nhất trong lịch sử. Người Đức và người Nhật sẽ để mắt đến, ông quả quyết."
- Chiến tranh Nga–Nhật được lấy làm nền tảng cho các chiến lược hải quân trong game máy tính Distant Guns do Storm Eagle Studios phát triển.
- Chiến tranh Nga–Nhật truyền cảm hứng cho phần đầu tiên của tiểu thuyết The Diamond Vehicle, trong seri trinh thám Erast Fandorin của Boris Akunin.
- Seri The Domination của S.M. Stirling có một trận chiến Đối Mã khác trong đó quân Nhật sử dụng khí cầu để tấn công Hạm đội Nga. Điều này được kể chi tiết trong truyện ngắn "Written by the Wind" của Roland J. Green trong hợp tuyển thơ Drakas!.

## Link liên quan
- Nghiên cứu xã hội về chiến tranh Nga-Nhật
- Dữ liệu về các lính Do thái trong Quân đội Nga bị thương, chết, hay mất tích trong chiến đấu: http://www.bfcollection.net/fast/rjmain.html
- Văn bản Hiệp ước Portsmouth: http://www.lib.byu.edu/~rdh/wwi/1914m/portsmouth.html
- Lịch sử chiến tranh Hải quân Nga: http://rusnavy.com/history/hrn10-e.htm
- Sự gặp nhau của các biên giới (Thư viện Nghị viên): Quan heejNga-Nhật ở Viễn Đông Lưu trữ ngày 15 tháng 6 năm 2011 tại Wayback Machine
- Hiệp ước Portsmouth bây giờ được coi là một bước ngoặt toàn cầu từ Christian Science Monitor, của Robert Marquand, 30 tháng 12 năm 2005
- Nhật Bản và Montenegro tuyên bố hòa bình (Liên minh báo chỉ quốc tế)[liên kết hỏng]
- Người Montenegro trong chiến tranh Nga-Nhật